# Argyranthemum foeniculum
Argyranthemum foeniculum là một loài thực vật có hoa trong họ Cúc. Loài này được (Willd.) Sch.Bip. mô tả khoa học đầu tiên.